# Библейски книги
Библейските книги са книги, включени в Библията.

## Език на Библейските книги
Повечето от библейските книги от Стария завет са написани на еврейски език, някои глави от Даниил и Ездра са написани на арамейски език, Премъдрост Соломонова, Втора книга Макавейска и целият Нов завет са написани на гръцки език. Оригиналите на някои книги – на еврейски или арамейски – са изгубени и са запазени само в превод на гръцки: Книга Иудит, Книга на Товит, Книга Премъдрост на Иисуса, син Сирахов, части от Книга на пророк Даниил и Книга Естир и вероятно Първа книга Макавейска.

## Различни литературни видове
Литературните вкусове и изразни средства извън древния свят на гръко-римската цивилизация са доста различни. Библейските книги са сродни с египетската и особено месопотамската литература. Поради това начинът на писане и изразяване в Библията трябва да се разглежда в рамките на света, в който тя е възникнала.
Библейските книги най-общо могат да бъдат разделени на следните литературни видове:
- исторически;
- поучителни (книги на мъдростта);
- пророчески.

### Исторически книги
Тази класификация не е много точна, защото например историческите книги са доста разнородни. Евреите са имали развито чувство за историчност, което се изразява по специфичен начин, несъизмерим с критериите и категориите на класическата гръко-римска историография. Библейските исторически книги не се стремят да напишат подробна история, а да предадат на поколенията най-важните факти, които най-вече да хвърлят светлина върху съюза на Яхве (Иеова, Йехова) с Израел.
Освен това, схващането за достоверност на източниците е такова, че нерядко събитията се предават по различен, неуеднаквен начин. Поради тази причина в Библията има различни съобщения за едни и същи събития. Причина за това е, че освен документираната история (напр. Първа и Втора книга на Самуил), в Библията е записана и народната история, която е предавана устно, поради което е пълна със стереотипи, епопеизирана е и украсена (напр. историята на Авраам от Битие). Целта на така записаната история е да служи за поука, затова има и романизирани предания (напр. Книга на Товит). Особено древен исторически привкус дават т.нар. генеалогии или родословия, които понякога са на даден човек, а понякога на цели родове.

### Книги на мъдростта
В т.нар. книги на мъдростта е събран опитът на човека в отношенията му с природата, другите хора и Бога. В този литературен вид се проявяват най-ярко основните закони на еврейската стилистика: възходяща изразност, паралелизъм в мисленето, особен словоред, инклузия. Мисълта в библейските текстове не се изразява изведнъж, а постепенно, на няколко етапа. Съюзът и само загатва, а не завършва идейната свързаност в рамките на изречението.
В Библията се различават три вида паралелизъм:
1. синонимен – при който друго изречение със синонимни изрази само допълва и пояснява първото, напр. Псалми, 19:2 (18:1) Небесата разказват славата Божия / и просторът известява делото на ръцете му.
2. антитезисен – при който, за да се изтъкне дадена мисъл от първото изречение, във второто се показва противоположното, напр. Притчи Соломонови, 10:1 Мъдър син радва баща си / а безумен син е тъга за майка си.
3. синтетичен – при който второто изречение смислово допълва първото, напр. Сирах, 3:5 Онзи, който уважава баща си, ще бъде зарадван от децата си / и ще бъде чут в ден на молитва.

Освен паралелизма, необходимо е да се спомене и т.нар. верижност на мисълта, постигана чрез „верига“ от думи: в рамките на изречението новата мисъл се вплита не толкова чрез логическа последователност, колкото чрез взаимно допълване на думите, например в пролога на Евангелието от Йоан: В него бе животът / и животът бе светлина на човеците / и светлината свети в тъмнината / и тъмнината не я обхвана. По този начин се дава възможност за сбито, конспективно изразяване.

### Пророчески книги
В пророчески книги на Библията е необходимо да се различат пророчеството като съдържание (предсказване на бъдещето) и като отделен литературен вид, в който чрез позоваване на Божия авторитет, се изричат тежки заплахи срещу отделни хора и цели народи. В рамките на този вид се разграничава и апокалиптичният литературен вид, в който съдържанието се предава под формата на видения, тайнствени картини, числа, символи, а чрез картините на космически и исторически катастрофи от миналото се предвещава бъдещето, за да се изкажат разсъждения за настоящето, често завоалирани.
В книгите от пророческия и апокалиптичния литературен вид се откриват много силни ораторски елементи и приповдигната поетична изразност.

### Други литературни видове в Библията
В Библията се срещат и други литературни видове: басня (напр. в Книга на съдиите, 9:7 – 15) и алегория (напр. в Книга на пророк Езекиил,34; Евангелие от Йоан, 10).
В Новия завет се налагат два литературни вида: евангелското повествование със специфични киригматични (проповеднически) цели, и епистоларния вид, представен най-вече чрез посланията на Апостол Павел.
В Евангелията се открива друг, характерен за тях литературен вид, т.нар. евангелски параболи или притчи. Те са типични за речта на Исус Христос (напр. Евангелие от Матей, 13).
Отделните литературни видове в Библията са застъпени в различна степен в отделните книги и варират в широка гама, като напр. книги от един литературен вид могат да съдържат елементи от един или повече други литературни видове.

## Различно време на поява на библейските книги
Библията не възниква изведнъж: нито сборникът, нито отделните книги. За нея е характерно не само разнообразието на нейните литературни видове, а и различното време на поява на нейните книги или части от тях.
За ранната поява на писменост свидетелстват най-старите библейски книги (Изход, 32:15 и 34:28 – за Мойсей, и Съдии, 8:14 – за един младеж) и т.нар. Календар от Гезер, за който някои археолози смятат, че е домашна работа на ученик от края на 11 или началото на 10 век пр.н.е.. От Библията се разбира, че в Израел съществува литература в много дълбока древност – отначало съхранявана чрез устни предания, а след това – писмено. Някои древни устни предания са намерили място в Библията: поетични фрагменти (напр. в Числа, 21:14 – 15, 21: 27 – 30; Книга на Исус Навиев, 10:12; Втора книга на Самуил, 1:19 – 27); юридически фрагменти (напр. т.нар. Книга на съюза в Изход, 20:22 – 23:19 и Десетте божи заповеди в Изход, 20 и Второзаконие, 5). Те сочат древния произход на тези книги. Сърцевината най-вече на историческите книги се състои от устни предания: ритъмът и особеният словоред спомагат за запомняне наизуст. В структурата на историческите книги се откриват различни цикли, концентрирани върху:
- древни исторически личности (патриарсите, Мойсей, съдиите, Саул и т.н.)
- ключови събития (изхода, пустинята, сключване на Завета и т.н.)
- свещени места (Вирсавее, Сихем, Кадес, Ветил и т.н.).

Литературната дейност преживява разцвет в периоди на политически и религиозен подем, а за библейските писатели това са периодите на:
1. Мойсей (13-12 век пр.н.е.);
2. Давид и Соломон (10 век пр.н.е.);
3. Пророците, особено Исаия (8 век пр.н.е.);
4. Цар Йосия и пророк Еремия (7-6 век пр.н.е.);
5. Ездра и Неемия и редица малки пророци (5-4 век пр.н.е.);
6. Периода на въстанието на Макавеите (2 век пр.н.е.);
7. Новозаветна литература (1 век).

За древните литератури, включително и за Библията, е характерна многопластовост в рамките на отделните книги и динамично разбиране на авторството. Това означава, че първоначалният автор създава сърцевината на дадена книга, като ѝ дава своето име и авторитет. Например, Мойсей, като народен водач, организатор и законодател, остава в съзнанието на древните евреите като автор на Петокнижието, наречено от тях Тора (Закон). В древността дадена книга е ставала собственост на общността, за която е написана и от която се съхранява. Заедно с развитието на общността се развива и книгата – основното ѝ ядро се разширява с нови части, дори често бива модифицирано в светлината на нови събития. По такъв начин книгата придобива окончателния си облик.

## Списък на библейските книги
Според сегашната последователност на подреждане на книгите в Библията, която е установена от две хилядолетия, първа е Битие, а последната – Откровение на Йоан или Апокалипсис. По този начин Библията обхваща символично периода от създаване на земята и небето (Битие, 1:1) до появата на ново небе и нова земя (Откровение 21:1).
Според католическия списък на библейските книги, Библията съдържа 46 книги от Стария завет и 27 книги от Новия завет , общо 73 книги. Според източноправославния канон тези книги са с четири повече, общо 77 т.е. 50 книги от Стария завет и 27 от Новия завет . Според протестантския списък на Библията има общо 66 книги – 39/27.

### Книги от Стария завет
С „–“ са отбелязани книгите, които не са включени в протестантския превод.
- Петокнижие
  - Битие
  - Изход
  - Левит
  - Числа
  - Второзаконие
- Книга Иисус Навин (Книга на Исус Навиев)
- Книга Съдии Израилеви (Книга на съдиите)
- Книга Рут
- Първа книга Царства (или Първа книга на царете, Първа книга на Самуил)
- Втора книга Царства (или Втора книга на царете, Втора книга на Самуил)
- Трета книга Царства (или Първа книга на царете, Трета книга на царете)
- Четвърта книга Царства (или Втора книга на царете, Четвърта книга на царете)
- Първа книга Паралипоменон (или Първа книга на летописите)
- Втора книга Паралипоменон (или Втора книга на летописите)
- Първа книга на Ездра (или Книга на Ездра)
- Книга на Неемия
- –Втора книга на Ездра
- –Книга на Товита
- –Книга Иудит
- Книга Естир (Естир)
- Книга на Иова (Йов)
- Псалтир (Псалми)
- Книга Притчи Соломонови
- Книга на Еклисиаста
- Книга Песен на песните
- Книга Премъдрост Соломонова (Книга на мъдростта)
- Книга Премъдрост на Иисуса, син Сирахов (Книга на Сирах)
- Книга на пророк Исаия
- Книга на пророк Иеремия
- Книга Плач Иеремиев
- Послание на Иеремия
- –Книга на пророк Варуха (Барух)
- Книга на пророк Иезекииля (Йезекиил)
- Книга на пророк Даниила (Даниил)
- Книга на пророк Осия (Осия)
- Книга на пророк Иоиля (Иоил)
- Книга на пророк Амоса (Амос)
- Книга на пророк Авдий (Авдий)
- Книга на пророк Иона (Иона)
- Книга на пророк Михей (Михей)
- Книга на пророк Наума (Наум)
- Книга на пророк Авакума (Авакум)
- Книга на пророк Софония (Софония)
- Книга на пророк Агей (Агей)
- Книга на пророк Захария (Захария)
- Книга на пророк Малахия (Малахия)
- –Първа книга Макавейска (I Макавеи)
- –Втора книга Макавейска (II Макавеи)
- –Трета книга Макавейска (IIІ Макавеи)
- –Трета книга на Ездра

### Книги от Новия завет
- Евангелие от Матей (Матей)
- Евангелие от Марко (Марко)
- Евангелие от Лука (Лука)
- Евангелие от Йоан (Йоан)
- Деяния на светите Апостоли (Апостол)
- Съборно послание на св. ап. Иакова
- Първо съборно послание на свети апостол Петра
- Второ съборно послание на свети апостол Петра
- Първо съборно послание на свети апостол Иоана Богослова
- Второ съборно послание на свети апостол Иоана Богослова
- Трето съборно послание на свети апостол Иоана Богослова
- Съборно послание на свети апостол Иуда
- Послание на свети апостол Павла до Римляни
- Първо послание на свети апостол Павла до Коринтяни
- Второ послание на свети апостол Павла до Коринтяни
- Послание на свети апостол Павла до Галатяни
- Послание на свети апостол Павла до Ефесяни
- Послание на свети апостол Павла до Филипяни
- Послание на свети апостол Павла до Колосяни
- Първо послание на свети апостол Павла до Солуняни
- Второ послание на свети апостол Павла до Солуняни
- Първо послание на свети апостол Павла до Тимотея
- Второ послание на свети апостол Павла до Тимотея
- Послание на свети апостол Павла до Тита
- Послание на свети апостол Павла до Филимона
- Послание на свети апостол Павла до Евреите
- Откровение на св. Иоана Богослова (Откровение, Апокалипсис)